# Tears Always Win
Tears Always Win è un brano musicale della cantante statunitense Alicia Keys, pubblicato nel 2013 come quinto singolo estratto dal suo quinto album Girl on Fire.
La canzone è stata scritta da Alicia Keys, Kasseem Dean, Bruno Mars e Philip Lawrence.

## Tracce
- Download digitale

1. Tears Always Win – 3:59

## Video
Il videoclip del brano è stato diretto da Robert Hales.